# Mothers (film)
Pour les articles homonymes, voir Mother.
Pour plus de détails, voir Fiche technique et Distribution.
Mothers (en macédonien : Мајки, Maǰki) est un film macédonien réalisé par Milcho Manchevski, sorti en 2010. 
Le film a été présenté lors de la Berlinale 2011, dans la section Panoramas,.

## Synopsis
Le film est divisé en trois histoires qui prennent des tournures documentaires. La première parle de deux petites filles de neuf ans qui déclarent à la police qu'elles ont vu un exhibitonniste, alors qu'elles n'en ont jamais vu. La deuxième raconte la rencontre de trois réalisateurs avec les derniers habitants d'un village déserté. La dernière histoire part de la découverte des cadavres de femmes de ménage violées et étranglées dans une petite ville.

## Fiche technique
- Titre : Mothers
- Titre original : Мајки (Maǰki)
- Réalisation : Milcho Manchevski
- Scénario : Milcho Manchevski
- Production : Christina Kallas
- Musique : Igor Vasilev et Novogradska
- Montage : Zaklina Stojcevska
- Pays d'origine : Macédoine
- Format : Couleurs - Dolby Digital
- Genre : Film dramatique
- Date de sortie : 2010

## Distribution
- Ana Stojanovska - Ana
- Ratka Radmanovic - Grandma
- Salaetin Bilal - Grandpa
- Vladimir Jacev - Kole
- Dimitar Gjorgjievski - Simon
- Irina Apelgren - Salina
- Emilija Stojkovska - Bea
- Milijana Bogdanoska - Kjara
- Dime Ilijev - Sergent Janeski
- Marina Pankova - Mrs. Matilda
- Goran Trifunovski - Zoki
- Petar Mircevski - Raspusto
- Blagoja Spirkovski-Dzumerko - Laze
- Boris Corevski - Baterija
- Tamer Ibrahim - Officier Iljov

## Récompenses et distinctions
- Cinema City Festival : FEDEORA, 2011
- FEST : Prix de la critique, 2011
- FEST : Prix du jury, 2011